# Озджан, Ясин
Яси́н Озджа́н (тур. Yasin Özcan; родился 20 апреля 2006, Стамбул) — турецкий футболист, защитник клуба «Астон Вилла» и сборной Турции. Выступает на правах аренды за клуб «Андерлехт».

## Клубная карьера
Уроженец Стамбула, Озджан является воспитанником футбольной академии местного клуба «Касымпаша». 8 августа 2022 года дебютировал в основном составе «апачей» в матче турецкой Суперлиги против клуба «Истанбул Башакшехир».
10 февраля 2025 года было объявлено, что клуб Премьер-лиги «Астон Вилла» договорился о подписании контракта с Озджаном, и он присоединится к команде перед сезоном 2025/26.

## Карьера в сборной
В 2022 году дебютировал в составе сборных Турции до 16 и до 17 лет.